# Jan van Wijk (burgemeester)
Jan van Wijk (Utrecht, 28 oktober 1927 – Eindhoven, 24 juli 2002) was een Nederlands politicus van de CHU en later het CDA.
In zijn geboorteplaats deed hij de hbs en vervolgens ging hij in 1950 als volontair werken bij de gezamenlijke gemeentesecretarie van Rietveld, Waarder en Barwoutswaarder. Acht maanden later werd hij aangesteld als ambtenaar ter secretarie van Woudenberg en het jaar erop maakte hij de overstap naar de gemeentesecretarie van Bunnik, Odijk en Werkhoven. Vanaf 1953 was hij vijf jaar werkzaam bij de gemeente Schoonhoven waarna hij ging werken bij de gemeente Rijswijk. Van Wijk was daar commies voor hij in augustus 1963 benoemd werd tot burgemeester van Zeeuws-Vlaamse gemeente Zaamslag. In november 1966 volgde zijn benoeming tot burgemeester van de gemeenten Kamerik en Zegveld en vanaf 1971 was Van Wijk de burgemeester van Vianen. In december 1985 kwam een einde aan zijn burgemeesterscarrière en midden 2002 overleed hij op 74-jarige leeftijd.